# Estadio Pablo Sandiford
El estadio Pablo Sandiford es un estadio multiusos de Ecuador ubicado en el kilómetro 1 ½ Vía Durán-Tambo y avenida Roberto Borrero Elizalde de la ciudad de Durán, provincia del Guayas. Es usado mayoritariamente para la práctica del fútbol. Tiene capacidad para 2000 espectadores.

## Historia
Desempeña un importante papel en el fútbol local, ya que los clubes duranenses como el Guayas Fútbol Club, Ferroviarios, Atlético Durán, Paladín "S", Chacarita Junior y Embajadores hacían y/o hacen de locales en este escenario deportivo.
El estadio es sede de distintos eventos deportivos a nivel local, así como es escenario para varios eventos de tipo cultural, especialmente conciertos musicales (que también se realizan en el Coliseo de la Liga Cantonal de Durán, de la ciudad de Durán).
También jugaron algunos partidos de local equipos como Búhos ULVR y Atlético Porteño, ambos clubes en la competición de la LigaPro Serie B.